# Inaritsji
De Inaritsji (Russisch: Инаричи) is een 2067 meter hoge schildvulkaan in de centrale keten van het Kalargebergte in het noorden van de Russische kraj Transbaikal. De vulkaan is onderdeel van het vulkaanveld Oedokan. Dichtbij liggen de vulkanen Akoe en Syni. De noordoostzijde van de vulkaan grenst aan de vulkaan Tsjepe. Het is een van de grootste vulkanen van de Baikal Rift en de enige met een trachietcaldeira. De vulkaan is door latere uitbarstingen en andere geologische processen niet volledig bewaard gebleven.

## Geografie en geologie
De vulkaan ligt in het stroomgebied van de gelijknamige rivier de Inaritsji, een zijrivier van de Ejmnach (stroomgebied van de Koeanda). De vulkaan heeft een 200 tot 300 meter diepe caldeira van 7 bij 4 kilometer, waarin bijna al het uitbarstingsmateriaal is geconcentreerd. Onder dit gesteente ligt op sommige plekken trachiet-tufsteen. Het lavagesteente zelf bestaat uit mugeariet- en trachyandesiettrachiet. Tijdens de uitbarstingen stroomde lava de rivierbedding van de Inaritsji af tot bijna bij de monding in de Ejmnach.
De vulkaan ontstond tijdens de eerste Akoe-fase (260.000 tot 40.000 BP) van de vierde etage van het Oedokanplateau, toen naast de Inaritsji ook de vulkanen Toeroektak, Kislji Kljoetsj en Oest-Changoera werden gevormd. Inaritsji vormt samen met de Toeroktak en Kisjli Kljoetsj een vulkanische keten.